# José Pedro Costigliolo
José Pedro Costigliolo (Montevideo, 6 de noviembre de 1902 - Montevideo, 3 de junio de 1985) fue un pintor uruguayo, precursor del arte no figurativo de su país

## Biografía
Costigliolo Estudió con Vicente Puig y Guillermo Laborde en el Círculo de Bellas Artes entre 1921 y 1925. Fue fundador del Grupo de Arte No-figurativo en 1952 junto a su esposa María Freire. Entre 1957 y 1959 se especializó en la técnica del vitral en Europa, usufructuando una beca obtenida en el III Salón Bienal de Artes Plásticas.
Investigador y precursor de la estética concreta no figurativa, sus composiciones geométricas se caracterizan por una creciente simplificación. Adhiere con entusiasmo las teorías de los constructivistas rusos y los neoplasticistas holandeses.

## Exposiciones
Expuso en el Museo de Arte Moderno de San Pablo (1956), Museo de Arte Moderno de Río de Janeiro (1957), Ateneo Barcelonés, Barcelona (1958), Unión Panamericana, Washington (1966), etc. En 1983 realizó una gran muestra retrospectiva organizada por la Intendencia de Montevideo y otra exposición individual en la Alianza Francesa. A lo largo de su carrera participó en numerosas exposiciones en su país y el exterior.

## Premios
Recibió premios en concursos y salones de arte como el 1.er. Premio en el concurso de Afiches de Palacio de la Música (1929), 1.er. Premio de acuarela y la Beca de Pintura en el III Salón Bienal Nacional (1957), 1.er. Premio Medalla de Oro del Salón Nacional (1966), entre otros.
Obras de su autoría integran destacadas colecciones de arte latinoamericano como la Colección Essex, Cifo y Cisneros Fontanal, así como el acervo de museos como Museo Nacional de Artes Visuales de Montevideo, Museo Juan Manuel Blanes, Museo de Arte Moderno de São Paulo, Museo de Arte Moderno de Río de Janeiro, Museo de Arte Contemporáneo (Madrid) y Museo Nacional Centro de Arte Reina Sofía, entre otros.